# Graglia
Graglia (Graja in piemontese) è un comune italiano di 1 429 abitanti della provincia di Biella in Piemonte. Sito sul Sacro Monte di Graglia, in frazione "Santuario" (790 metri s.l.m.) vi hanno sede un noto santuario mariano e lo stabilimento in cui viene imbottigliata l'acqua minerale Lauretana. Nel 1992 il comune di Graglia è passato dalla provincia di Vercelli alla provincia di Biella.

## Geografia fisica
Il comune di Graglia ha una forma allungata in senso nord-ovest/sud-est; la cima Sacro Monte di Graglia è solo l'ingresso alla molto più alta Colma di Mombarone (2.371 m), dalla quale si accede alla Valle d'Aosta. Dalla parte sud-est invece, il Comune scende fino a toccare i 365 metri di quota in corrispondenza del Lago dell'Ingagna. La vetta del Mombarone è raggiungibile in circa quattro ore di cammino, e offre uno splendido panorama sulle Alpi Pennine. È possibile rimanere nell'area della cima usufruendo del rifugio Mombarone, a non molta distanza dalla sommità e aperto solo nei mesi di luglio e agosto. Idrograficamente appartiene al bacino del Torrente Elvo.

## Storia
Secondo l'opinione di alcuni studiosi, il toponimo avrebbe origine dal tardo latino Gradalia, che a sua volta discenderebbe da gradus (gradino), a causa della natura scoscesa del luogo. Nel Medioevo la zona di Graglia era inserita nel feudo vercellese del vescovato, dominio dei signori Avogadro di Cerrione e dopo due secoli di proprietà dei Savoia, che la cedettero alla famiglia Bobbia dopo essere stata saccheggiata nel 1527 dalle milizie al soldo di Filippo Tornielli.

## Monumenti

### Il Santuario

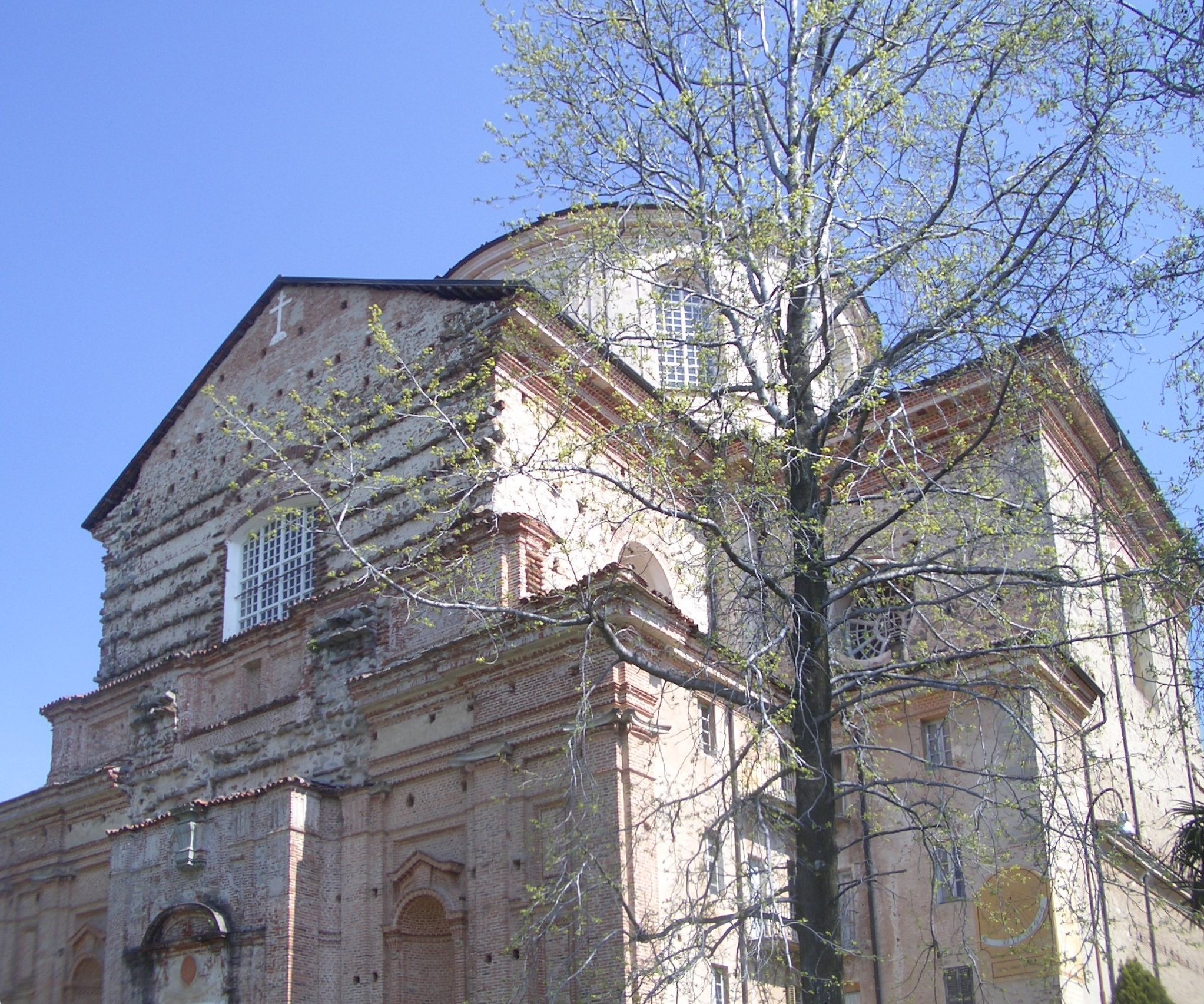
Santuario di Graglia

Anticamente tutta la località era devota alla Madonna della Neve, di antiche origini presso la frazione Campra. Soltanto agli inizi del XVII secolo, per volere di don Andrea Valotti, nacque la tradizione che si voleva collegare alla Madonna Nera di Oropa e della Madonna Nera di Loreto, nelle Marche.
Parimenti, il Monte di Graglia fu altresì dedicato a San Carlo Borromeo, da poco canonizzato nel 1610. Tuttavia, la costruzione della chiesa proseguì a rilento e fu completata soltanto nella seconda metà del XVIII secolo. Nel clima della Rivoluzione francese, la basilica fu convertita dalla sua natura religiosa in edificio di pubblica utilità e venne trasformata in un convitto. Con il ritorno di Vittorio Emanuele II a Torino nel 1814, l'edificio recuperò la sua funzione originaria e durante l'Ottocento fu abbellito da successivi interventi che l'impreziosirono. La chiesa ha pianta greca, con una cupola alta 38 metri: nel 1828, su idea di Perratone, fu scolpito nel marmo l'altare; dieci anni dopo si ebbe l'installazione dell'organo; al 1840 risale l'aggiunta di un terzo piano che ospitava i pellegrini; nel 1870 fu decorata la cupola e poco dopo fu costruita la facciata dell'edificio che dà a sud est. Nel XX secolo furono effettuati restauri e ristrutturazioni e più recentemente nel presbiterio è stato collocato un nuovo altare. La biblioteca accoglie circa 2.000 volumi, alcuni dei quali risalenti al Seicento.

### Altre chiese

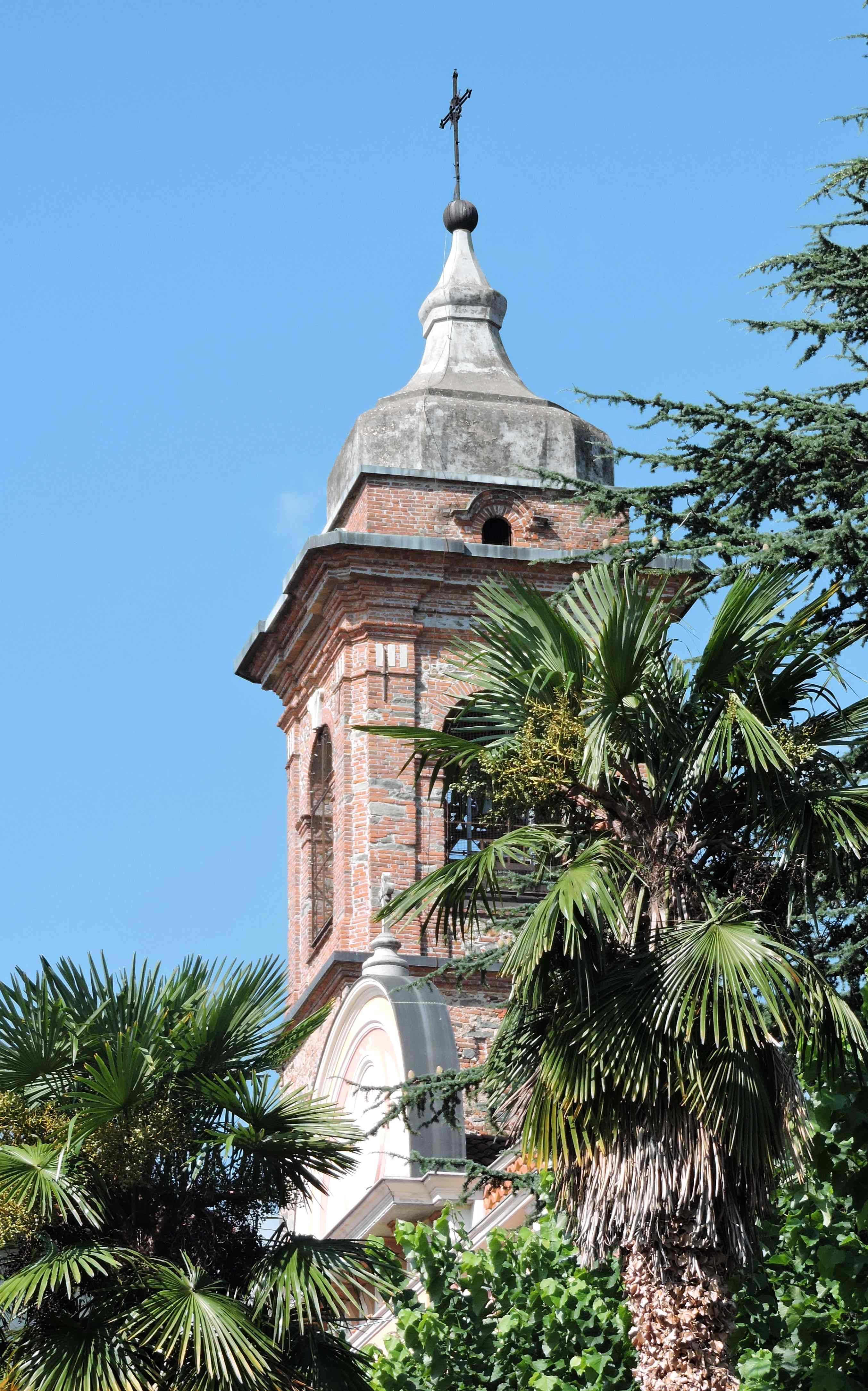
Santa Fede: il campanile

Consacrata nel 1601, la Chiesa di Santa Fede è costituita da tre navate che ne formano la pianta longitudinale. Conserva dipinti della scuola del Tiepolo, un altare caratteristico dal punto di vista architettonico e stucchi del Settecento. In Piazza Astrua si trova la confraternita di Santa Croce, che presenta l'originaria pianta a unica navata costeggiata da cappelle e che venne costruita nel 1639 su ciò che rimaneva di un antico castello. La chiesa accoglie reliquari pregiati, scanni del coro risalenti al 1727, un organo del Settecento ancora in funzione. Sempre al Seicento risale la costruzione della chiesetta della Madonna della Neve, con pianta a croce greca e dotata di un campanile in cotto, con affreschi di Paolo Giovanni Crida sulla facciata.
Altri luoghi di culto sono la Chiesa Parrocchiale di Vagliumina, l'Oratorio di san Rocco nella frazione di Valle e l'Oratorio dello sposalizio di Maria  nella frazione di Merletto.

## Società

### Evoluzione demografica
Abitanti censiti

## Amministrazione

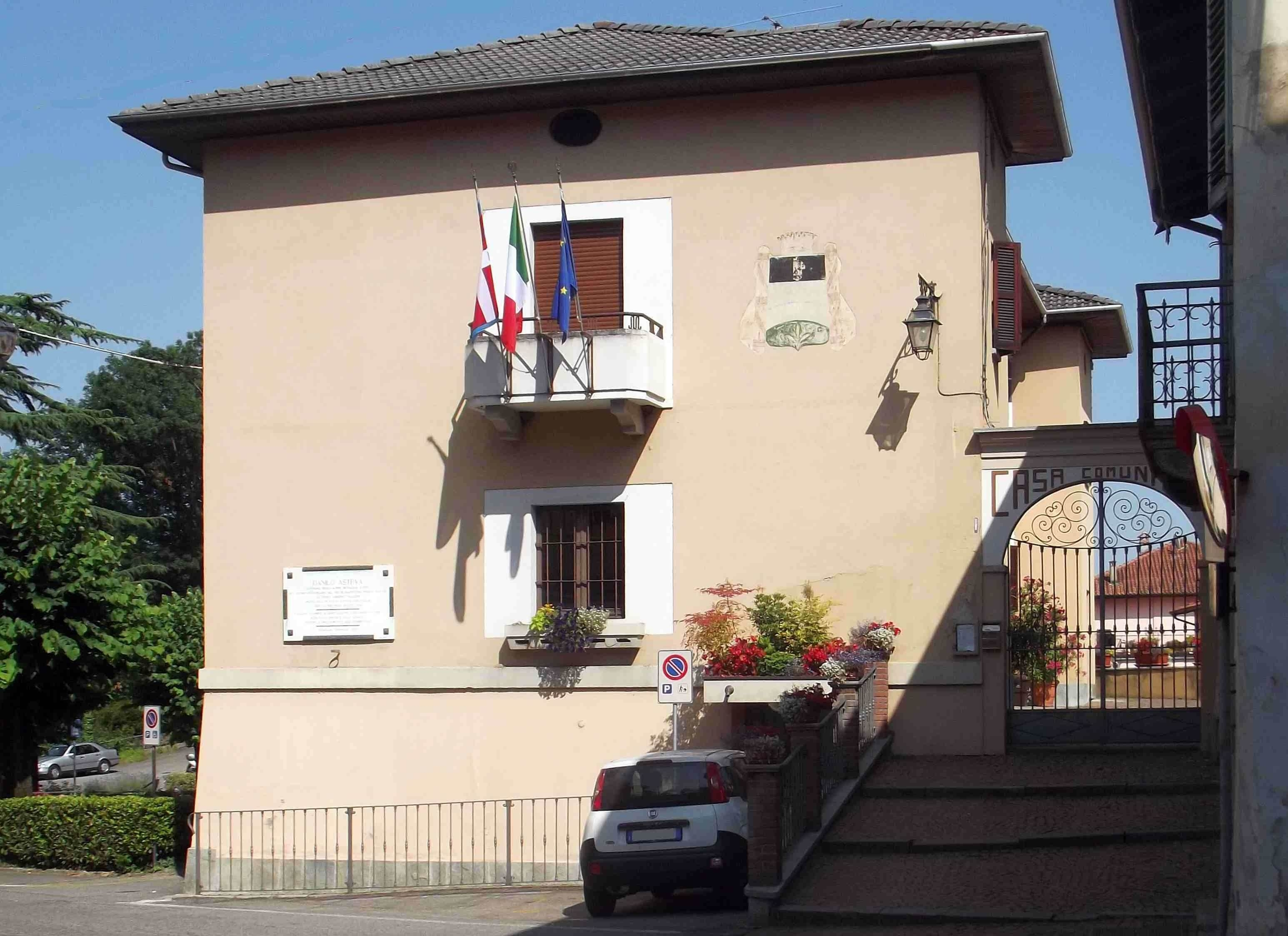
Il municipio

| Periodo | Periodo | Primo cittadino | Partito                     | Carica  | Note       |
| ------- | ------- | --------------- | --------------------------- | ------- | ---------- |
| 2004    | 2009    | Marco Astrua    | lista civica                | Sindaco |            |
| 2009    | 2014    | Elena Rocchi    | lista civica la nuova torre | Sindaco |            |
| 2014    | 2024    | Elena Rocchi    | lista civica la nuova torre | Sindaco | II mandato |

### Altre informazioni amministrative
Il comune apparteneva alla Comunità montana Alta Valle Elvo, soppressa nel 2009 e confluita, insieme alla Comunità montana Bassa Valle Elvo, nella Comunità montana Valle dell'Elvo. Il codice ISTAT del comune prima della variazione era 002064.
Dal 1997 il CAP del comune è 13895 che sostituisce il precedente 13050.

## Infrastrutture e trasporti
Graglia disponeva di una fermata denominata Cambursano-Graglia, posta lungo la ferrovia Biella-Mongrando, attiva fra il 1891 e il 1951 e trasformata in tranvia nel 1922.